# Cerasphorus hirticornis
Cerasphorus hirticornis är en skalbaggsart som beskrevs av Audinet-serville 1834. Cerasphorus hirticornis ingår i släktet Cerasphorus och familjen långhorningar.
Artens utbredningsområde är:
- Angola.
- Niger.
- Senegal.
- Togo.

Inga underarter finns listade i Catalogue of Life.